# Mapa de Ideias

Mapa de Ideias é um software educativo que permite criar diagramas como mapas conceptuais ou mapas mentais. Este fornece um espaço para organizar e estruturar o pensamento facilitando a aprendizagem, a utilização da mesma em outros contextos e a retenção por longos períodos de tempo.
Este programa facilita a concretização de ideias em documentos, apresentações ou página web, agilizando a estruturação.
É possível criar ligações entre conceitos, documentos, páginas web, imagens e gráficos criando um mapa que nos permite obter o visão geral sobre o tema.
Os mapas nele construídos podem ser vistos sob uma perspectiva 2D, ou 3D facilitando a criação e visualização de estruturas mais complexas para organizar as ideias.
Uma vez que organiza as ideias é possível ter uma perspectiva geral sobre determinado tema. A partir dessa organização pode ser ainda usado para planificar, dar prioridade, controlar projectos, etc.
Este software é multilingue (português incluído) e multi-plataforma (Windows, Mac e Linux).

## O que pode fazer?
Por exemplo pode ajudar a estruturar ideias para elaborar documentos de texto, desde simples artigos Wiki até concepções mais elaboradas como teses de doutoramento.
Permite elaborar páginas web, tanto ao nível conceptual com a estruturação dos conteúdos, como ao nível da implementação organizando blocos de código (HTML, Javasrcipt, CSS, etc).
Permite ligar ideias (ex. documentos, páginas web e gráficos) dando, rapidamente, uma visão geral de um assunto ou tema.
Cria documentos sem necessidade de fazer rascunhos no caderno! A partir de uma chuva criativa de ideias, é possível organizar e estruturar um documento.
Disponibiliza um processador de texto integrado para cada objecto-ideia e a opção para fazer ligação entre um texto completo e a visão do mapa.
Ajuda a ordenar um documento apresentando as ideias sequencialmente. As secções podem ser reordenadas simplesmente arrastando o objecto ideia para uma outra posição.
Exporta em formatos compatíveis com qualquer processador de texto, ou em formato de página web.

### Do ponto de vista do professor
- A versão Professor do Mapa de Ideias é uma ferramenta que permite ao professor utilizar o quadro interactivo como um espaço para apresentar qualquer assunto a alunos com diferentes capacidades e estilos de aprendizagem.
- Todos aprendem - o Mapa de Ideias permite que as aulas sejam apresentadas de uma maneira que capte a atenção de todos de alunos atendendo aos diferentes estilos de aprendizagem. A informação esquematizada é apresentada de forma atractiva.
- Aulas em linha – as aulas podem ser publicadas na Web utilizando apenas 4 cliques do rato permitindo a sua consulta em casa por parte dos alunos.
- Acelerar a aprendizagem - As aulas podem ser apresentadas numa visão a 3D que ajuda a uma melhor compreensão por parte do aluno do assunto[carece de fontes?].
- Estudantes podem estudar sozinhos - O Mapa de Ideias utiliza um sintetizador de voz (já instalado no computador) que permite ao aluno realizar um estudo independente e fazer a auto-revisão das aulas.
- Simplicidade - como foi projectado e desenvolvido por profissionais de educação, o Mapa de Ideias pode começar a ser utilizado por qualquer pessoa em poucos minutos[carece de fontes?].

### Do ponto de vista do Aluno
- A versão Aluno do Mapa de Ideias permite fazer ligações entre ideias e o resultado dessa estrutura pode ser transformado num texto. As ideias podem ser organizadas de uma forma simbólica e movimentadas com um simples movimentos do rato. Ao manipular um símbolo está automaticamente a movimentar o bloco de texto associado e a reorganizar o texto.
- O Mapa de Ideias está indicado para os alunos com dislexia permitindo-lhes organizar as suas ideias de um modo intuitivo. O Mapa de Ideias permite que os alunos possam, num único mapa, organizar relações entre várias ideias, acelerando, deste modo, a sua compreensão e aprendizagem.
- O trabalho individual é encorajado através da construção de textos. O sintetizador de voz permite-lhes rever e corrigir o próprio trabalho[carece de fontes?].

## Edições do Software
Em português existem as versões: professor e a versão júnior.